# S.T.R.A.M.M. – A kém kutya
A S.T.R.A.M.M. – A kém kutya (eredeti cím: T.U.F.F. Puppy) 2010 és 2015 között vetített amerikai számítógépes animációs akciósorozat, amelyet Butch Hartman alkotott. 
Amerikábana Nickelodeon és a Nicktoons mutatta be 2010. október 2-án. Magyarországon szintén a Nickelodeon mutatta be 2012. március 19-én
Főszereplője egy buta, de határozott kutya, Dudley Kutyus aki egy titkosügynök és a T.U.F.F (Turbo Undercover Fighting Force) szervezetnek dolgozik. Társa egy Cica Farkinszki nevű macska.

## Cselekmény
Dudley kutya kémként dolgozik a TUFF nevű szervezetben (Turbo Undercover Fighting Force). Társa Cica Farkinszki. Továbbá The Chief és Keswick is segíti őket. Petropolis 
városában gonosz állatok élnek. A TUFF csapat megpróbálja megvédeni Petropolist különböző gazemberektől, mint például Lókötő Förgusztól és a bűnszervezetétől, a DOOM csapattól, Kaméleontól és Agymadárrtól.

## Szereplők
| Szereplő           | Eredeti hang      | Magyar hang     |
| ------------------ | ----------------- | --------------- |
| Dudley Kutyus      | Jerry Trainor     | Markovics Tamás |
| Cica Farkinszki    | Grey DeLisle      | Molnár Ilona    |
| Keswick            | Jeff Bennett      | Fekete Zoltán   |
| Herbert Dumbrowski | Daran Norris      | Forgács Gábor   |
| Lókötő Förgusz     | Matthew W. Taylor | Kerekes József  |
| Francisco          | Daran Norris      | N/A             |
| Ollie              | Jeff Bennett      | Pipó László     |
| Larry              | Jeff Bennett      | Kossuth Gábor   |
| Agymadár           | Rob Paulsen       | Pálfai Péter    |

## Gyártás
Butch Hartman elmondta, hogy ő teremtette meg a fő karakter, mivel egy bűnmegelőző műsort akart készíteni. Mivel korábbi animációs sorozatában a Danny Phantomban szuperhősök szerepeltek, Hartman úgy döntött, hogy Dudley titkos ügynök lesz. A sorozatot Nickelodeonnak adta el Get Smart with a dog címmel.
A főszereplő hangjára először Eric Bauzát választották ki, de az alkotók nem érezték úgy, hogy neki való a karakter, helyette Jerry Trainort választották.
A sorozat kezdeti címe Stud Puppy volt.

## Más országokban
| Ország             | Csatorna    | Sorozatpremier       |
| ------------------ | ----------- | -------------------- |
| Egyesült Királyság | Nickelodeon | 2011. szeptember 19. |
| Kanada             | YTV         | 2011. január 7.      |
| Németország        | Nickelodeon | 2011. augusztus 1.   |
| Hollandia          | Nickelodeon | 2011. augusztus 8.   |
| Franciaország      | Nickelodeon | 2011. augusztus 24.  |
| Lengyelország      | Nickelodeon | 2011. szeptember 16. |

## Epizódok
| Évad | Évad | Epizódok | Eredeti sugárzás | Eredeti sugárzás | Magyar sugárzás     | Magyar sugárzás   |
| Évad | Évad | Epizódok | Évadpremier      | Évadfinálé       | Évadpremier         | Évadfinálé        |
| ---- | ---- | -------- | ---------------- | ---------------- | ------------------- | ----------------- |
|      | 1    | 26       | 2010. október 2. | 2012. május 27.  | 2012. március 19.   | 2013. április 5.  |
|      | 2    | 26       | 2012. május 13.  | 2014. május 17.  | 2013. augusztus 19. | 2014. október 24. |
|      | 3    | 8        | 2014. július 26. | 2015. április 4. | N/A                 | N/A               |

## Díjak, jelölések
| Év   | Díj       | Kategória                                                       | Jelölt                                                                                            | Result   |
| ---- | --------- | --------------------------------------------------------------- | ------------------------------------------------------------------------------------------------- | -------- |
| 2011 | Annie-díj | Best Storyboarding in an Animated Television Production         | Fred Gonzales                                                                                     | Elnyerte |
| 2011 | Annie-díj | Character Design in a Television Production                     | Ernie Gilbert                                                                                     | Elnyerte |
| 2011 | Annie-díj | Character Design in a Television Production                     | Gordon Hammond                                                                                    | Jelölve  |
| 2011 | Emmy-díj  | Outstanding Individual Achievement in Animation                 | Kaz Aizawa                                                                                        | Elnyerte |
| 2012 | Annie-díj | Character Design in a Television Production                     | Gordon Hammond és Mike Dougherty                                                                  | Jelölve  |
| 2012 | Annie-díj | Directing in a Television Production                            | Ken Bruce                                                                                         | Jelölve  |
| 2012 | Annie-díj | Storyboarding in a Television Production                        | Dave Thomas és Fred Gonzales                                                                      | Jelölve  |
| 2012 | Annie-díj | Writing in a Television Production                              | Ray DeLaurentis, William Schifrin, és Kevin Sullivan a Villámkutya ("Thunder Dog") című epizódért | Jelölve  |
| 2012 | Emmy-díj  | Outstanding Individual Achievement in Animation                 | Ernie Gilbert                                                                                     | Elnyerte |
| 2012 | Emmy-díj  | Outstanding Music Direction and Composition                     | Guy Moon                                                                                          | Jelölve  |
| 2013 | Annie-díj | Character Design in an Animated Television/Broadcast Production | Gordon Hammond "Dudley Do-Wrong" című epizódért                                                   | Jelölve  |
| 2013 | Annie-díj | Music in an Animated Television/Broadcast Production            | Guy Moon a "Mission: Really Big Mission" című epizódért                                           | Jelölve  |
| 2013 | Annie-díj | Voice Acting in an Animated Television/Broadcast Production     | Jeff Bennett mint "Keswick" a "Pup Daddy" című epizódban                                          | Jelölve  |
| 2013 | Emmy-díj  | Outstanding Performer in an Animated Program                    | Jerry Trainor mint "Dudley Kutyus"                                                                | Jelölve  |